# Суха-Река (Шуменская область)
Суха-Река (болг. Суха река) — село в Болгарии. Находится в Шуменской области, входит в общину Велики-Преслав. Население составляет 92 человека.

## Политическая ситуация
Кмет (мэр) общины Велики-Преслав — Димо Петров Бодуров Граждане за европейское развитие Болгарии (ГЕРБ)) по результатам выборов в правление общины.